# Замісна активність
Замісна активність (англ. Displacement activity, рос. Смещённая активность), також відома як стрибкоподібна поведінка (нім. Übersprungverhalten) — це поведінка людей і тварин, яка не здається логічною і виникає через конфлікт двох відповідних поведінкових систем. Наприклад, у ситуації, коли бажання втекти й бажання напасти однаково сильні, може активуватися третя, нейтральна поведінка. Тварина може «вирішити» поїсти, вмитися або проявити інтерес до стороннього об'єкта в навколишньому середовищі. Ця третя поведінкова альтернатива називається поведінкою перестрибування. 
Термін був введений в етологію Ніколаасом Тінбергеном (дан. Nikolaas Tinbergen) та Адріаном Кортландтом (нід. Adriaan Kortlandt). Ніколаас Тінберген описав його наступним чином: «Ці рухи здаються нерелевантними в тому сенсі, що вони відбуваються незалежно від контексту поведінки, що безпосередньо передує або слідує за ними». Таку поведінку, яка здається спостерігачеві «недоречною», без будь-якого зрозумілого посилання на дану ситуацію, інтерпретували як ознаку «конфлікту між двома інстинктами», через що продовження попередньої інстинктивної поведінки — принаймні тимчасово — стає неможливим, а натомість демонструється поведінка, яка (згідно з теорією інстинктів) походить із зовсім іншого - третього — функціонального кола поведінкового репертуару.
Пізніші дослідження в галузі поведінкової біології інтерпретували поведінку, яку спочатку трактували як стрибкові рухи, як соціальні сигнали, а отже, аж ніяк не неактуальні у відповідному контексті.

## Моделі стрибкової поведінки
Концепція перестрибування заснована на припущенні, що дві протилежні інстинктивні дії (наприклад, напад і втеча) взаємно гальмують одна одну, і що «рушійна енергія», яка вивільняється для обох, переходить на третю поведінку в цій ситуації, так що ця третя поведінка виконується — тобто «рухи, які належать до інстинкту, відмінного від інстинктів, що активуються миттєво, або до інстинкту, що активується миттєво». Клаус Іммельманн (нім. Klaus Immelmann) пояснював, що поведінковий патерн, який представники класичного порівняльного дослідження поведінки класифікують як поведінку пропуску, є «несподіваним для спостерігача в тому сенсі, що в ситуації, в якій він виникає, він не виконує нормальну біологічну функцію, для якої він був розроблений в ході філогенезу». Якщо перебіг інстинктивної дії порушується через недоліки ситуації, що її викликає, або виникнення конфлікту між несумісними інстинктами, накопичена енергія може вивільнитися через поведінку, яка, здавалося б, не має відношення до ситуації й належить до іншого інстинкту.

### Гіпотеза стрибка
Гіпотеза стрибків, розроблена Тінбергеном близько 1940 року, припускає, що кожного разу, коли «розрядка» специфічного для дії збудження, тобто активованого інстинкту, неможлива, виробляється інша - але завжди однакова — модель руху. Згідно з «Теорією інстинктів» Тінбергена 1952 року, тварина демонструє поведінку надмірного стрибка, «коли при дуже сильному інстинкті ... зовнішньої ситуації недостатньо для того, щоб викликати остаточну дію». Отже, це означає, що згідно з цією моделлю, поведінка С, з одного боку (і, як правило), викликається її специфічним збудженням, але, з іншого боку, також може бути викликана (як би пропускаючи «зовнішнє збудження») поведінкою В: а саме, коли поведінка В заблокована, наприклад, через відсутність ключових стимулів, і, отже, відбувається «блокування збудження».

### Гіпотеза розгальмовування
На відміну від гіпотези стрибка, згідно з ван Ієрселом і Болом (1958), рух стрибка активується власною енергією. Гіпотеза розгальмовування базується на припущенні, що певний інстинкт може мати гальмівний вплив на інші інстинкти: Якщо певний інстинктивний рух в цей момент здійснюється, він гальмує всі інші інстинктивні рухи, щоб уникнути постійного стрибкоподібного переходу від однієї моделі поведінки до іншої. Більш далекосяжне припущення, яке є визначальним для «функціонування» гіпотези розгальмовування, полягає в тому, що певні інстинкти можуть взаємно гальмувати один одного. Якщо їхня сила приблизно однакова, це означає, що вони повністю блокують один одного: Тоді ні один, ні інший інстинкт не може діяти. Таке взаємне гальмування двох інстинктів має наслідком те, що гальмування, яке раніше існувало стосовно третього інстинкту, знімається. Поведінкові патерни, пов'язані з цим третім інстинктом, можуть з'явитися завдяки розгальмовуванню й інтерпретуються як рухи, що перестрибують.